# 光のスターライトキッス
ビーバーヤング 光のスターライトキッス（ビーバーヤング ひかるのスターライトキッス）は、ニッポン放送の制作により放送されていたラジオ番組。放送期間は1987年10月12日から1991年4月5日まで。

## 概要
1987年にデビューした光GENJIの番組としてこの年の10月12日にスタート。なお、光GENJIは「光」（内海光司、大沢樹生）と「GENJI」（諸星和己、佐藤寛之、山本淳一、赤坂晃、佐藤敦啓）の2組が合体したグループであったが、ニッポン放送でのラジオ番組においては合体前の光とGENJIに分かれてパーソナリティを務めることになった。なお、一方のGENJIの5人については、同じ1987年10月にスタートした『GENJI GENKI爆発』に出演することになった。本番組は三菱重工業の一社提供番組であり、前番組『木村一八のギリギリtwist and shut』に続いて同社が販売するエアコンの製品ブランドに因み「ビーバーヤング」のサブタイトルが付いた。
スタート当初の番組のコンセプトは「全国の乙女のために」。1988年の時点では、その日のテーマごとにフリートークを展開し、お便りを紹介するというのが主な内容だったが、1989年5月に大きくリニューアルし、日替わりコーナーを多く新設した（後述）。
はがき採用者には、番組オリジナルワッペン、1988年末の時点では抽選で二人のサイン入りブルゾンももらえた。
リスナーの割合は全体の8～9割が女子中高生だったが、残る男性リスナーの内訳は、小学生からおじさんまで幅広いというデータがあった。
本番組はニッポン放送と中部日本放送（CBCラジオ）（JRN単独加盟局）の2局のみでの放送で、CBCでは金曜日は放送されてなく、またCBCでは途中の1990年4月改編で打ち切っており、これ以降はニッポン放送のみでの放送となっていた。なお、ニッポン放送においては『GENJI GENKI爆発』が1988年4月11日 - 1988年10月3日の間の月曜日は直前の枠（21:15 - 21:45）に、1989年4月14日 - 同年9月及び1990年4月 - 1991年4月5日の間の金曜日は直後の枠（22:00 - 22:30）にあり、これらの期間中は光GENJIの番組が2本続けて放送されていた。
1991年4月改編を以って当番組が終了した後は、同時期に終了した『GENJI GENKI爆発』と合体し、改めて「All About 光GENJI」となり、本番組の後継番組としてスタートした。

## 主なコーナー
以下は1989年5月以降のコーナー。
- ブームの予感（月曜）
  - リスナーの身近にある小さなブームを紹介し、それが全国的に広がっていく過程を追ってレポート[3]。1989年9月で終了[8]。
- 教育の輝き（月曜）
  - リスナーから寄せられた「昔、学校の授業で習った勉強が思わぬ所で役に立った」「習っておいてよかった」というエピソードを紹介[5]。『ブームの予感』に代わって1989年10月にスタート[8]。
- 半ベソのコーナー（火曜）
  - リスナーが日常生活の中で“半ベソ”（半泣き）をかいた体験を綴ったレポートを紹介[3][5]。
- (へ)の男（水曜）
  - 身近にいる危ない人物、変な人物の報告。写真投稿も受け付けていた[3]。このコーナーが盛り上がる余り、内海が「みんなで(へ)の男を見に行くバスツアーをしよう」と口走り、その問い合わせが殺到したこともある[9]。
- おやすみコール（木曜）
  - 応募してきた中で選ばれたリスナーの元へ直接電話をかけ、「おやすみ」のコールをする[3]。このコーナーで「光の二人と電話で話した」ことで女子にもてるようになったというエピソードが出てから、男子リスナーからの応募が増えたという[8]。
- 大人の条件（金曜）
  - 二人が「よりかっこいい男」を目標として、大人の流行について語る[3]。1989年9月で終了[8]。
- 他人の日記（金曜）
  - 当時における最近の出来事を題材として、その中心人物の心境（「選挙で大敗した党の代表はその時どんな心境か」「浮気が発覚して離婚したあの有名人の気持ちは」など）を勝手に想像して綴ったネタを紹介[8]。『大人の条件』に代わって1989年10月にスタート[8]。
- 1989年1月時点では、リスナーが腹立たしいと思ったこと、不満なことを二人が代弁するというコーナーがあった[4]。

## 放送されていた局
ニッポン放送
- 月曜 - 金曜 21:30頃 - 21:40頃
  - 『小倉久寛のオグラでオグラだ!』（1987年10月12日 - 1988年4月8日）、『腹よじれAGOHAZUSHI連盟』（1989年10月9日 - 1990年3月30日）それぞれの内包番組として放送
- 月曜 - 金曜 21:00頃 - 21:10頃 （1988年10月10日 - 1989年4月7日）
  - 『ラジオガルーダばりばりマッシュルーム』（月 - 木）、『ときめきBANANA アイドルオーディション』(金曜）それぞれの内包番組として放送
- 月曜 - 金曜 21:50 - 22:00 （1988年4月11日 - 1988年10月7日／1989年4月10日 - 1989年10月6日／1990年4月2日 - 1991年4月5日）
  - 単独枠で放送

中部日本放送（CBCラジオ）
- 月曜 - 木曜 22:11頃 - 22:23頃
  - 『小堀勝啓のわ!Wide とにかく今夜がパラダイス』→『CREATIVE COMPANY 冨田和音株式会社』それぞれの内包番組として放送。なお、当時金曜に放送されていた『ラジオでフライデイト 夜はこれから!』の中では放送されていなかった。途中の1990年4月改編で終了。